# Bernabé de las Casas
Capitán Bernabé de las Casas López (ca. 1573, Tenerife, Islas Canarias - f. 1632, Monterrey, Reino de Nuevo León) fue un explorador, militar, colonizador y empresario de origen canario, al servicio de la Corona de Castilla, que participó en la expedición a Nuevo México del adelantado Juan de Oñate, estableciéndose luego en el Valle de las Salinas (Nuevo Reino de León) desde donde fundó los poblados de Mina, Abasolo, Hidalgo y El Carmen. Intentó sin éxito recibir el nombramiento regio de gobernador del Reino de Nuevo León, llegando a ostentar tan solo los de alcalde mayor de Monterrey y alcalde ordinario de Saltillo. Es considerado una de las figuras centrales en la conformación del noreste novohispano.

## Origen
Bernabé de las Casas nació en Tenerife, Islas Canarias, siendo hijo de Miguel de las Casas y de Martha López, pertenecientes a una prominente familia de las Islas. Fue pariente del capitán Francisco Báez de Benavides, con quien fundó las minas de San Nicolás Tolentino. 

## Expedición a Nuevo México
Tras las concesiones del rey Felipe II al capitán Juan de Oñate en 1597 con el propósito de colonizar Nuevo México. La expedición finalmente partió al iniciar el año 1598. Bernabé de las Casas había sido alistado en las filas de soldados en la expedición previamente en 1597, declaraba que tenía 25 años en enero de 1598 y que era originario de Tenerife, islas Canarias. Bernabé de las Casas fue un miembro distinguido de la expedición de Oñate, y su manera de combatir a los indios Acoma en Nuevo México en enero de 1599, siendo uno de los pocos soldados que lograron sobrevivir le concedió gran reputación y respeto entre los soldados de Oñate, esto propició que le fuera otorgado el rango de capitán. 
En 1602, Bernabé de las Casas contrajo matrimonio con doña Beatriz Navarro de Sosa, viuda del capitán Alonso de Sosa Albornoz (nieto del conquistador Andrés de Tapia) quien fuera asesinado por órdenes del adelantado Juan de Oñate durante la expedición de Nuevo México. Finalmente Bernabé de las Casas abandona Nuevo México en el mes de octubre del año de 1602, trasladándose hacia la villa de Santiago del Saltillo, en ese entonces parte de la provincia de la Nueva Vizcaya, donde los padres de su esposa se habían establecido previamente.

## Domino en el Nuevo Reino de León
Durante su corta estancia en Saltillo, Bernabé prosperó rápidamente y se destacó por sus hábilidades comerciales, se encontraba inmerso, y ciertamente muy bien integrado, en el círculo formado por las incipientes élites económicas y sociales de la comunidad santiago-saltillense, ocupado en la administración de su hacienda de Santa Ana, su mentalidad mercantilista le permitió desarrollar sólidas conexiones crediticias y participar en una gran variedad de actividades económicas. Era también reconocido por ser dueño de tierras de cultivo de trigo. En el año de 1604 llegó al Reino de Nuevo de León, atraído por el reciente descubrimiento de plata en ese reino, al poco tiempo compró propiedades (en ese entonces conocidas como estancias) a don Diego de Tremiño y otros colonizadores y pidió derechos de explotación minera a Juan de Ortega y Santalices (decano de la catedral de la Nueva Galicia), formando un gran latifundio que se extendería a través del Valle de las Salinas y del Carrizal, una jurisdicción del Nuevo Reino de León que comprendía una gran parte de los actuales municipios de Nuevo León. Los primeros asentamientos fundados por Bernabé en el Valle de las Salinas, ocurrieron en 1611 cuando fundó San Francisco de Cañas (actualmente municipio de Mina) y la Hacienda de Enmedio (actualmente Hidalgo), ambas en ese mismo año. Además participó directa e indirectamente en las fundaciones de las haciendas de San José de la popa, al norte de lo que hoy es el municipio de Mina, además de las haciendas de Magdalena y Nuestra Señora de Eguía, en lo que hoy es el municipio de Abasolo, y la hacienda de Chipinque hoy cabecera municipal del municipio de El Carmen, además de las minas de Nuestra Señora del Rosario y San Nicolás de Tolentino en el municipio de Hidalgo. La mayor parte de estas tierras pasaron a ser algunas de las propiedades heredadas a sus hijos. 
Además de ser uno de los primeros habitantes y colonizadores del Nuevo Reino de León, era frecuentemente descrito como una persona de negocios, no era extraño que no tuviera un lugar de residencia permanente durante su estancia en el Nuevo Reino de León, y era frecuente que cambiara de residencia entre el Valle de las Salinas, Monterrey y Saltillo entre los años de 1604 y 1618, dejando sus posesiones en el Valle de las Salinas al cargo de sus sirvientes. La agricultura, ganadería, minería y el comercio eran sus principales fuentes de ingreso. Sin embargo, la falta de tierra disponible de que adolecía Saltillo para 1620 hizo que el personaje dirigiese sus intereses nuevamente el Nuevo Reino de León, estableciéndose permanente en 1620, y para ese mismo año era ya uno de los hombres más ricos e influyentes del noreste novohispano. Dada su preeminencia, estuvo siempre acompañado de un gran número de sirvientes y esclavos para su servicio personal. Bernabé de las Casas además fungió en 1626 como alcalde ordinario de Monterrey y posteriormente como alcalde mayor de 1627 a 1630. Su influencia era tal que de igual forma tuvo deudores en España, donde contrató los servicios de un oficial sevillano para que solicitase al rey, en su nombre, el cargo de gobernador del Nuevo Reino de León. Aunque no obtuvo el puesto, Casas llegó a ser un individuo singularmente poderoso dentro de aquella provincia. Bernabé de las Casas murió en el año de 1632, en su residencia de Monterrey, dejando a sus tres hijas y dos hijos un importante latifundio y varias haciendas mineras, tres de las cuales, junto con otra erigida por uno de sus yernos, influyeron posteriormente en la fundación y el desarrollo de los pueblos neoleoneses de Salinas Victoria, Mina, Hidalgo, El Carmen y Abasolo.

## Matrimonio y descendencia
Casó en torno a 1602 con doña Beatriz Navarro de Sosa, hija del capitán Juan Navarro "el Vizcaíno", alcalde mayor de Saltillo, y de doña María de Sosa y Montemayor, nieta del capitán Diego de Montemayor, gobernador del Reino de Nuevo León. Beatriz Navarro, era ya viuda del capitán Alonso de Sosa Albornoz (nieto del conquistador Andrés de Tapia) asesinado durante la expedición a Nuevo México. 
Fueron padres de:
- María de las Casas.(1604, Monterrey) Casó con el capitán Juan Alonso Fernández de Córdoba y Lobo-Guerrero (Córdoba, Reino de Castilla), regidor de Monterrey.
- Beatriz de las Casas (1604, Monterrey). Casó con el capitán Diego de Villarreal (c. 1602, San Miguel el Grande, Nueva España), alcalde mayor de Almadén y alférez real de Satillo.
- Juliana de las Casas(1606, Saltillo). Casó con Diego Fernández de Montemayor (1596, Monterrey, Reino de Nuevo León), nieto del capitán Diego de Montemayor, gobernador del Reino de Nuevo León.
- Luisa de las Casas. Casó con Alonso de Sosa Montemayor, nieto del capitán Diego de Montemayor, gobernador del Reino de Nuevo León.
- Marcos de las Casas (1611, Monterrey), regidor y alférez real de Monterrey.[2] Casó con Gertrudis de la Vega.
- Bernabé de las Casas (1612, Monterrey). Sin nupcias ni descendencia.

De su primer matrimonio con el capitán Alonso de Sosa Albornoz (Ciudad de México), doña Beatriz aportaba también una única hija, llamada doña Ana de Sosa, casada con don Alonso de Farías y Tremiño, procurador de Monterrey, regidor y alférez real de Saltillo.